# Mannequin Challenge

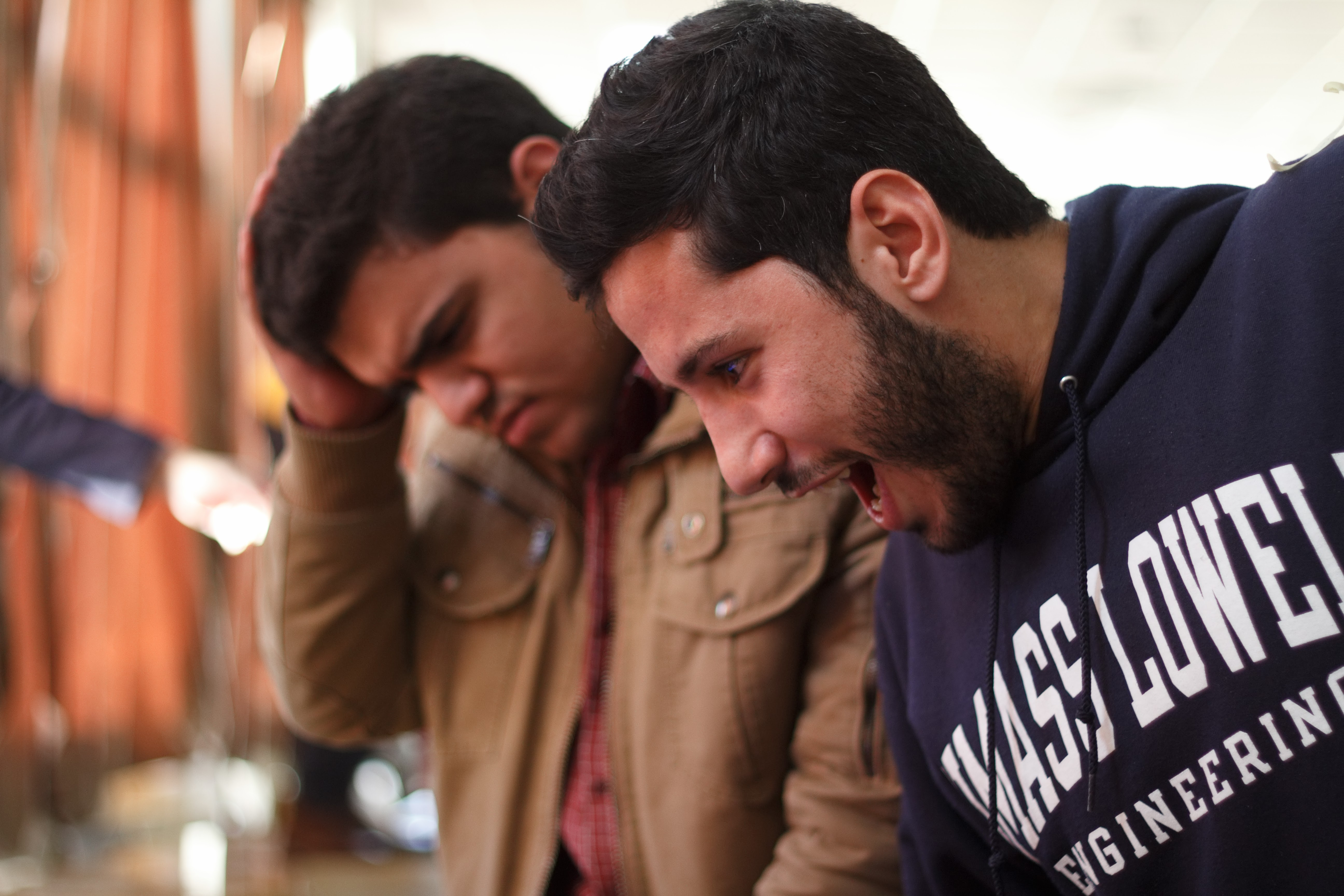
Dos estudiantes inmóviles para un desafío del maniquí.

Mannequin Challenge —conocido con variantes al español como reto del maniquí o en la forma híbrida: maniquí challenge según Fundéu BBVA— es un fenómeno de Internet basado en vídeos virales donde los protagonistas están totalmente inmóviles mientras una cámara en movimiento los filma, generalmente con «Black Beatles» de Rae Sremmurd como canción de fondo. El fenómeno fue iniciado por estudiantes del Edward H. White en la ciudad Jacksonville, Florida a finales de octubre del 2016, siendo el video publicado en Twitter.
La etiqueta #MannequinChallenge permitió que el reto llegase a ser popular, uniéndoseles celebridades de la música, el cine, los deportes y la política. A raíz de esto, la canción «Black Beatles» que es considerada como «la banda sonora oficial» logró ubicarse en la primera posición del Billboard Hot 100 en el mes de noviembre de 2016, poco después de haber surgido el reto.

## Orígenes
El origen del denominado Mannequin Challenge se encuentra a finales de octubre del 2016, cuando algunos estudiantes del Edward H. White en la ciudad Jacksonville, Florida decidieron hacer poses, generalmente inspiradas en las poses típicas de los maniquís en un centro comercial. Emili, la responsable inmediata del origen de esta tendencia según los medios de comunicación, explicó lo siguiente:

Un día me paré delante de la clase y simplemente me quedé allí. Fue entonces cuando mi amigo A'laynah dijo, «Hey, te ves como un maniquí». Entonces mis amigos Bre'Onna y Jasmine se unieron y empezaron a hacer todas estas posturas locas.

El primer vídeo fue publicado en Twitter el 26 de octubre, por Emili junto al resto de sus compañeros. La cadena BBC entrevistó a los jóvenes y explicaron que la etiqueta #MannequinChallenge permitió que el reto llegase a ser popular.

## Características
El Mannequin Challenge consiste en grabar un vídeo donde los protagonistas en cualquier actividad, están totalmente inmóviles mientras una cámara en movimiento los filma. La recepción de los videos dependerá de la creatividad e ingenio de los participantes, especialmente para quedarse inmóviles y con una postura dramática o divertida. La canción que se utiliza de fondo en la mayoría de los vídeos, corresponde a «Black Beatles» de Rae Sremmurd. Por esa razón, ha sido considerado como el tema oficial del reto. Wynne Davis de la NPR mencionó que estas características poses son una reminiscencia del videoclip y sencillo «Vogue» de Madonna.

## Impacto mediático y difusión
En el mundo, las tendencias de búsqueda de Google vinculadas con el Mannequin Challenge incrementó con el paso del tiempo. Las plataformas más frecuentes de difusión han sido YouTube, Twitter e Instagram con los que de manera individualizada, varios han alcanzado millones de visitas. Además de Internet, la tendencia se esparció en la televisión, incluyendo programas de horario central como los de Ellen DeGeneres y James Corden. Varias personalidades de la política, música o el deporte han participado en el reto.
El tema «Black Beatles» de Rae Sremmurd, fue publicado en septiembre del 2016, y tras difundirse los vídeos virales del reto, ayudó a que alcanzara el puesto número uno de la lista Billboard Hot 100 en el mes de noviembre.

## Participaciones notables

### Políticos
- Hillary Clinton (con Bill Clinton)[2]
- Michelle Obama[4]

### Artistas y celebridades
- Adele[2]
- Madonna[6]
- Paul McCartney[2]
- Bon Jovi[2]

### Periodistas y comunicadores
- Susanna Griso[2]
- Pablo Motos[2]
- Manel Fuentes[2]
- Carlos Latre[2]
- Ellen DeGeneres[2]
- James Corden[2]

### Deportistas y equipos
- Cristiano Ronaldo[4]
- Selección de rugby de Nueva Zelanda[4]
- Selección de fútbol de España[7]
- Club América[4]